# Jimenez (Philippines)
Pour les articles homonymes, voir Jimenez.
Jimenez est une localité de la province du Misamis occidental, aux Philippines. En 2015, elle compte 27 654 habitants.